# Chiesa dell'Annunziata (Bivona)
La chiesa dell'Annunziata, o chiesa del Carmine (detta anche del Carmelo), è una chiesa di Bivona, comune italiano della provincia di Agrigento in Sicilia. Risale alla seconda metà del XIV secolo, ed è situata in via Carmine, nella parte centrale del paese.

## Descrizione
Fu edificata dai Carmelitani come chiesa del proprio convento, in seguito divenuto sede delle Agostiniane.
La facciata conserva un portale ad arco a tutto sesto con decorazioni gotiche, risalente al XV secolo. È presente un campanile e vi è annessa una sacrestia.
L'interno, a navata unica, con sei altari laterali, è pavimentato con mattoni di Burgio e conserva un crocefisso ligneo seicentesco e dipinti di Giuseppe Salerno, detto "lo Zoppo di Ganci": Presentazione di Gesù Bambino da parte di Maria Vergine alla madre sant'Anna e Miracolo di Sant'Elia, dove tra i personaggi è presente un autoritratto del pittore. Un affresco dello stesso autore (Visita di san Pietro a sant'Agata) è attualmente conservato nella chiesa madre.